# Rechnungshof des Deutschen Reiches

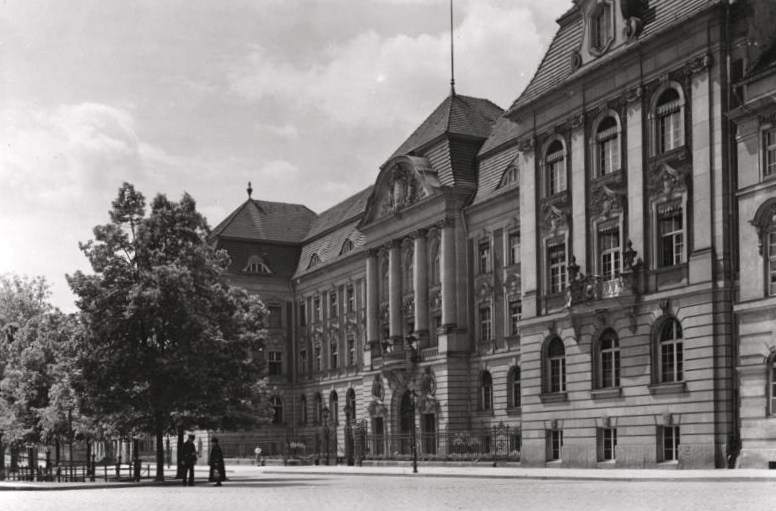
Das 1904 bis 1907 erbaute Dienstgebäude in Potsdam. Nach der Wiedervereinigung wurde das Gebäude Sitz einer Außenstelle des Bundesrechnungshofes mit zwei Abteilungen und zugleich Sitz des Rechnungshofes des Landes Brandenburg

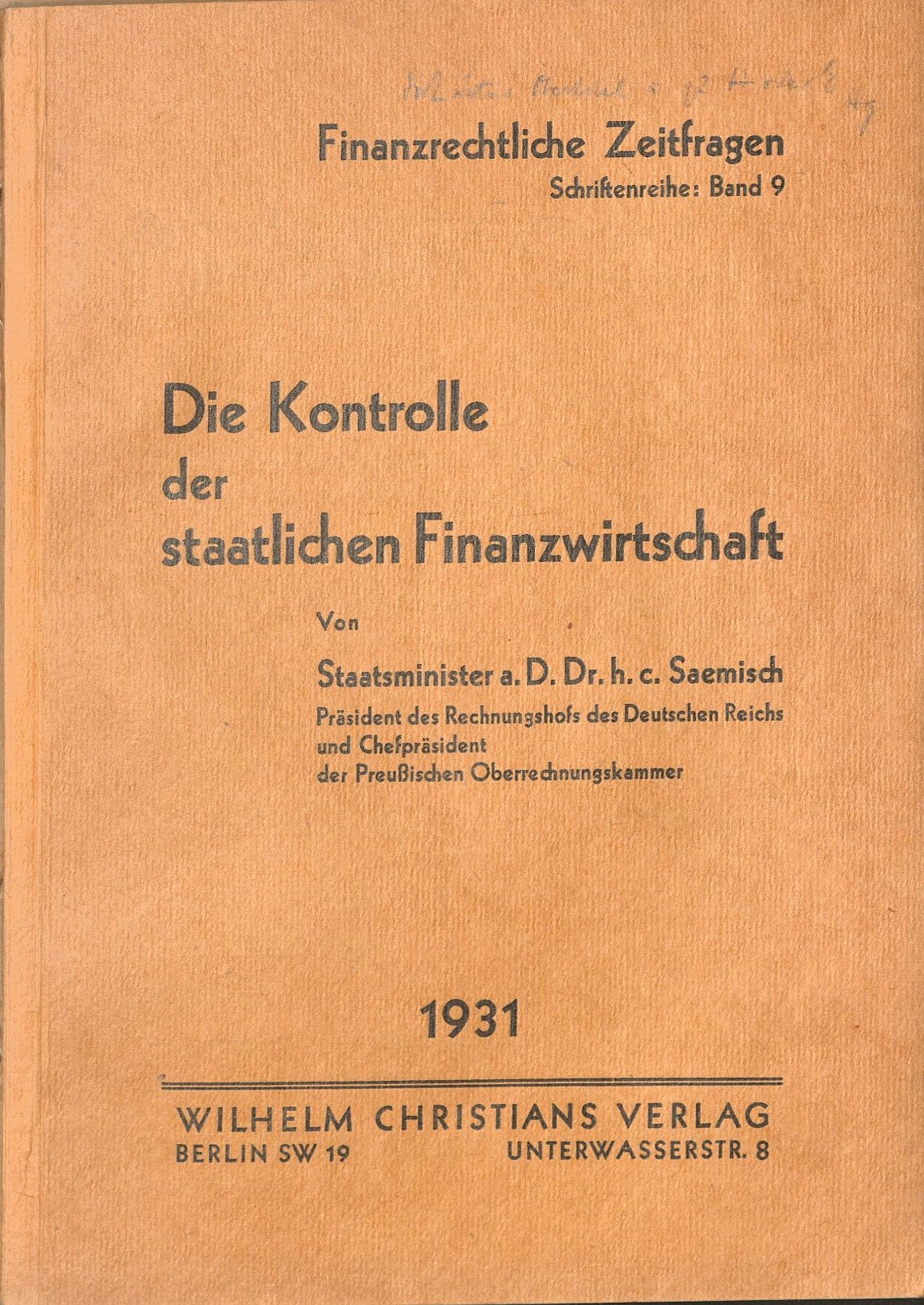
Friedrich Saemisch: Kontrolle der staatlichen Finanzwirtschaft (1931)

Der Rechnungshof des Deutschen Reiches war für die Überprüfung der Haushalts- und Wirtschaftsführung des Deutschen Reiches verantwortlich. Als selbständige Reichsbehörde war er nur dem Gesetz unterworfen.

## Geschichte
Der Rechnungshof ging aus der 1714 gegründeten Preußischen Oberrechnungskammer hervor. Ihr Sitz war zunächst Berlin, seit 1818 aber Potsdam. Die preußische Oberrechnungskammer war eine selbständige Behörde, die unmittelbar dem König von Preußen unterstand. Sie setzte sich aus einem Chefpräsidenten, dem Vizepräsidenten und den Räten zusammen, die zu zwei Drittel Geheime Oberregierungsräte und zu einem Drittel Geheime Regierungsräte waren.
Die preußische Oberrechnungskammer hatte die verfassungsmäßige Kontrolle der Staatsrechnungen durch den Landtag zu unterstützen und vorzubereiten. Sie prüfte die Rechnungen des Staatshaushaltsetat und stellte diese fest. Die Mitglieder der Oberrechnungskammer durften nicht gleichzeitig Mitglieder des Landtags sein. 
Ein Gesetz vom 4. Juli 1868 übertrug die Kontrolle des gesamten Bundeshaushalts der preußischen Oberrechnungskammer unter der Benennung Rechnungshof des Norddeutschen Bundes. Nach der Reichsgründung 1871 wurde die Preußische Oberrechnungskammer zugleich zum Rechnungshof des gesamten Deutschen Reiches und bekam die Bezeichnung Rechnungshof des Deutschen Reiches.
Ab 1936 war er auch für die Prüfung der Landeshaushalte verantwortlich und beispielsweise für Ausgaben nach der Kriegssachschädenverordnung. 1945 wurde der Rechnungshof aufgelöst. Nachfolgeeinrichtung mit ähnlicher Aufgabenstellung ist der 1950 gegründete Bundesrechnungshof.

## Präsidenten
- 1714–1723: Ehrenreich Bogislav von Creutz
- 1744–1752: Johann Heinrich von Piper
- 1752–1764: Joachim Friedrich Resen
- 1764–1776: Christian Ludwig von Tieffenbach
- 1768–1781: Johann Rembert Rode
- 1781–1795: Hans Wilhelm von Kummer
- 1795–1802: Christian Ludwig von Schultze
- 1808–1822: Heinrich Wilhelm Georg von Schlabrendorff
- 1816–1818: Heinrich Huldreich Peter von Beguelin
- 1818–1823: Johann Christian Magnus Oelssen
- 1823–1835: Johann Philipp Andreas von Ladenberg
- 1835–1839: Wilhelm Christian Friedrich Johann von Ribbentrop
- 1839–1842: Georg Friedrich Aschenborn
- 1842–1850: August Heinrich Kuhlmeyer
- 1850–1855: Philipp Wilhelm Adalbert von Ladenberg
- 1855–1868: Dr. Karl Wilhelm von Bötticher
- 1869–1890: Karl von Stünzner
- 1890–1898: Arthur von Wolff
- 1898–1914: Eduard von Magdeburg
- 1914–1922: Ernst Holtz
- 1922–1938: Moritz Saemisch
- 1938–1945: Heinrich Müller